# فارنورث
فارنوورث (بالإنجليزية: Farnworth)‏ هي بلدة في المقاطعة العمدية لبولتون، جريتر مانشستر، إنجلترا، تقع على بُعد 2 أميال (3.2 كيلومترات) جنوب شرق بولتون، و4 أميال (7 كيلومترات) جنوب غرب بوري، و8 أميال (12.9 كيلومترات) شمال غرب مانشستر.
فارنوورث تقع داخل حدود مقاطعة لانكشير التاريخية، وهي تقع على ضفاف نهر إيرويل ونهر كروال. وفي تعداد عام 2011، كانت تمتلك سكان يبلغون 26,939 نسمة.

## تاريخ

### الأسماء الجغرافية
اسم "فارنوورث" يأتي من الإنجليزية القديمة "فيرن" والتي تعني الفرع الشجري و"وورث" والتي تعني مُحيط أو مُحاذاة. سُجل اسم "فارنوورث" كـ "فارنيوورث" و "فارنيورث" في عامي 1278 و1279، وكـ "ففورنوورد" في استبيان أرضي عام 1282.

### العصور الوسطى
كانت فارنوورث في الأصل قرية صغيرة تابعة لبارتون. في القرن الثالث عشر، كانت تابعة لأراضي اللوردات في بارتون ومانشستر. وبحلول عام 1320، كان آدم ليفر وريتشارد هولتون وريتشارد ريدفورد يمتلكون المنطقة كمستأجرين. فيما بعد تم شراء المنطقة من قبل عائلة هولتون من أوفر هولتون. وفي عام 1666، كانت هناك 91 مدفأة في فارنوورث تخضع للضرائب. تم تقسيم الأراضي العامة في عام 1798. وكان هناك مطحنة مائية على نهر كروال. 

### ثورة صناعية
شهدت المدينة توسعًا سريعًا في القرنين الثامن عشر والتاسع عشر نتيجة لنشاط صناعة التعدين للفحم. كانت مناجم الفحم جزءًا من مجمع مناجم شاسع يُعرف بمستويات وورسلي للملاحة، حيث امتدت قنواته السفلية من ديلف في وورسلي وربطت المناجم بقناة بريدجووتر. كانت الصناعات الأخرى تشمل ورش حدادة الحديد ومصانع القطن.
حصل مالك شركة فارنوورث للورق على براءة اختراع لعملية التجفيف المستمر التي ساهمت في ميكنة صناعة الورق في عام 1821.

## الحكم
منذ أوائل القرن الثاني عشر، وتحديداً منذ القرن الثاني عشر الميلادي، كانت فارنوورث تشكل أحد الأماكن التابعة لمقاطعة لانكشير. وقد شكلت وحدة تعدادية وكنسية ضمن كنيسة دين في هذا السياق. في عام 1837، أصبحت فارنوورث جزءًا من اتحاد بولتون لقانون الفقر، الذي تحمل مسؤولية تمويل قانون الفقر في تلك المنطقة. في عام 1863، تم إنشاء مجلس صحي محلي للبلدة، وفي عام 1866، أصبحت أيضًا أبرشية مدنية منفصلة. في عام 1899، وفقًا لقانون حكومة المحليات المحلية لعام 1894، أصبحت فارنوورث مقاطعة حضرية. في عام 1939، تم منح المنطقة ميثاقًا لتصبح بلدية بلدة فارنوورث. في عام 1974، وفقًا لقانون حكومة المحليات المحلية لعام 1972، تم إلغاء البلدية البلدية وأصبحت منطقتها منطقة غير مملوكة تابعة لبلدية متروبوليتان بولتون في منطقة كبيرة مانشستر. يوجد في فارنوورث اثنان من أجنحة مجلس بولتون العشرين، والتي يمثل كل منها ثلاثة أعضاء في المجلس. في البداية، كانت تسمى العنابر فارنوورث الشمالية وفارنوورث الجنوبية، ولكن بعد التغييرات في الأسماء والحدود في عام 1980، يشمل الجانب الشرقي من المدينة حي فارنوورث، بينما يشمل الجانب الغربي منها حي هاربر جرين.
بموجب قانون إعادة توزيع المقاعد لعام 1885، تأسست دائرة رادكليف-كوم-فارنوورث الانتخابية بعضو واحد في البرلمان (MP). أُلغيت الدائرة الانتخابية في عام 1918، حيث أصبحت رادكليف جزءًا من دائرة هيوود ورادكليف، وأصبح لدى فارنوورث دائرة انتخابية برلمانية خاصة بها. استمرت دائرة فارنوورث حتى أُلغي في عام 1983 وأصبحت جزءًا من دائرة بولتون الجنوبية الشرقية.

## الجغرافيا
تُقدّر مساحة فارنوورث بحوالي ميلين من الشرق إلى الغرب، وميل واحد من الشمال إلى الجنوب، مع مساحة تبلغ 1,502 فدانًا (608 هكتارات) على أرض تميل نحو الشمال الشرقي بواسطة نهر كروال الذي يشكل الحدود. وتشكل نهر ويل هيل الحدود الشمالية. الصخور الأساسية هي تكوينات الفحم في حقل مناجم مانشستر. تضم مناطق في فارنوورث مناطق مثل ديكسون جرين ونيو بيري. نمت المدينة على طول الطريق من مانشستر إلى بولتون، الطريق A666، وطريق A575 إلى وورسلي وإيكلز. وتمتد طريق بلودر لين، الطريق B6199، غربًا عبر مستشفى رويال بولتون. 

## الديموغرافيا
في تعداد المملكة المتحدة لعام 2011، كانت السكان الدائمين العاديين في فارنوورث يبلغ عددهم 26,939 نسمة، منهم 13,155 (48.8%) ذكور و13,784 (51.2%) إناث. وسُجِل في تعداد عام 2011 إجمالي 11,961 وحدة سكنية في فارنوورث، منها 663 منازل منفصلة، و5,345 منزلًا شبه منفصلًا، و3,982 منزلًا متصلًا، و1,701 شقة مخصصة بناءًا للغرض، و168 في جزء من منزل محول أو منزل مشترك (بما في ذلك البيوت الصغيرة)، و102 في مبنى تجاري، و19 مقطورة (أو هياكل متنقلة أو مؤقتة أخرى).

## مرافق المجتمع

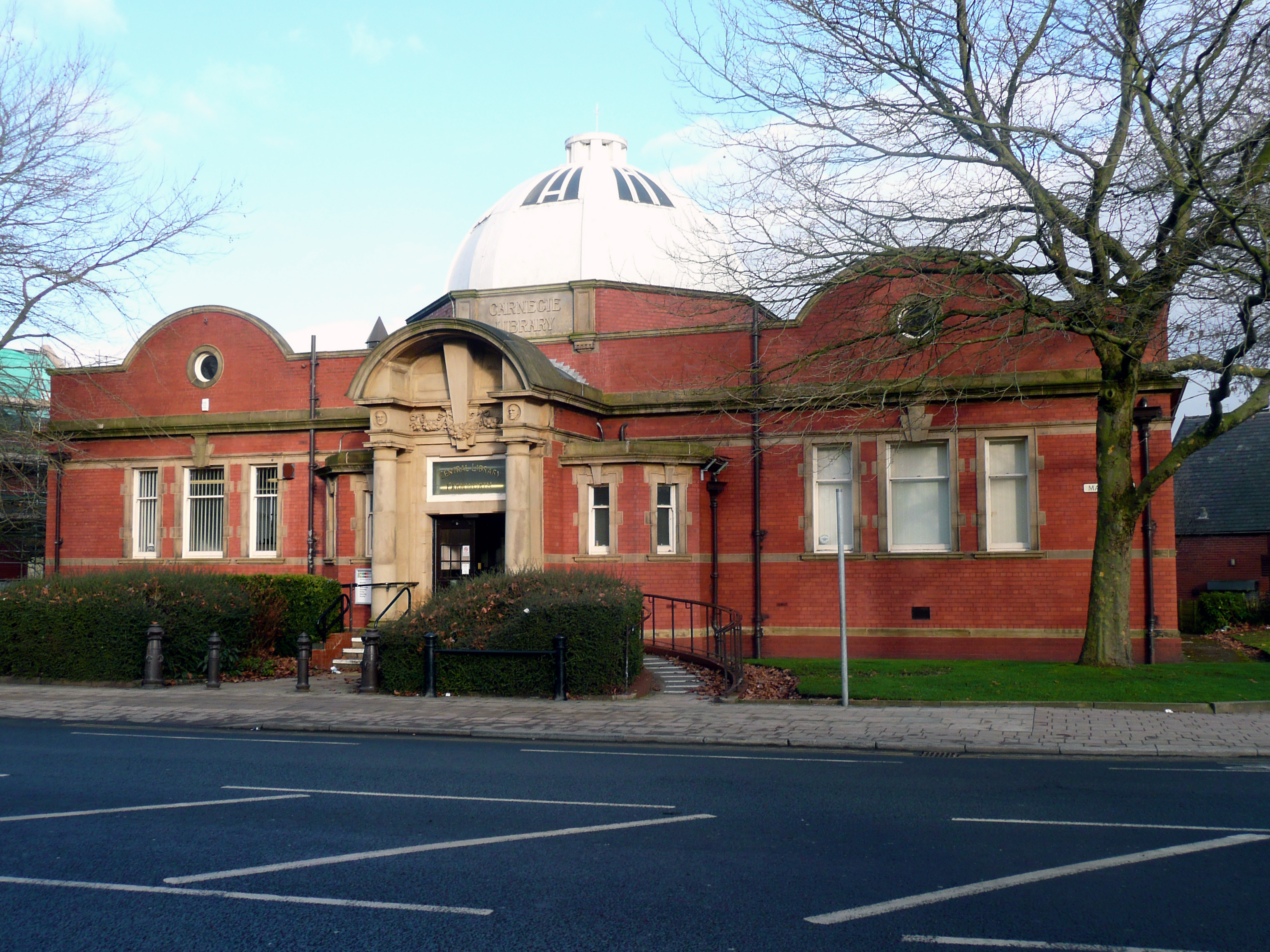
مكتبة فارنوورث.

مكتبة كارنيجي فارنوورث على شارع ماركت هي واحدة من العديد من مكتبات كارنيجي في أوروبا التي أُنشئت بفضل التبرعات من قبل رجل الصناعة والفيلانثروبي أندرو كارنيجي. تم بناء المكتبة في عام 1911 وهي مُشيدة من الطوب الأحمر مع تفاصيل من الحجر الرملي، وتتميز بمناطق سطح مسطح تحيط بقبة مركزية. تم تصنيفها كمبنى من الدرجة الثانية في القائمة المحمية في 29 سبتمبر 1999 واحتفلت بمرور مئة عام على تأسيسها في 11 إبريل 2011.
يُعتبر مسرح فارنوورث الصغير، الذي تأسس عام 1948، عبارة عن مجموعة مسرحية للهواة ويقع في شارع كروس.
يوجد في المدينة مركزان للترفيه؛ مثل مركز فارنوورث الترفيهي الذي يضم حوض سباحة ويقع في شارع براكلي. ومركز هاربر غرين للترفيه المجتمعي يقع على طريق هاربر غرين.
يوجد في فارنوورث عدد من المتنزهات والأماكن الترفيهية. أكبرها هو حديقة فارنورث، القريبة من وسط المدينة، وقد خضعت لعملية إعادة تطوير كجزء من استراتيجية مجلس بولتون للأطفال. هناك أيضًا حديقة إيليسمير على الجانب الغربي لوسط المدينة، وملعب برادفورد ستريت للترفيه في نيو بيري، وملاعب دو هي في منطقة هاربر غرين.
مستشفى رويال بولتون (المعروف سابقًا باسم مؤسسة فيشبول، ومستشفى تاونليز، ومستشفى بولتون العام) يقع في فارنوورث. تم إضافة قسم الطوارئ عندما تم إغلاق مستشفى بولتون رويال إنفيرماري في بولتون في أوائل التسعينات وتم نقله إلى موقع فارنوورث.
أُستخدم نادي سانت غريغوري الكاثوليكي في فارنوورث لتصوير مسلسل الكوميديا التلفزيوني "ليالي في فينيكس".

## وسائل النقل
فارنوورث تقع شمالًا من تقاطعات 3 و 4 لطريق السريع M61. والطرق الرئيسية التي تمر عبر المدينة هي الطريق A666 (فارنوورث وكيرسلي بايباس)، والطريق A575 (إيغرتون ستريت/ألبرت رود/وورسلي رود)، والطريق A5082 (باكلي لين/لونج كوزواي)، والطريق A6053 (بولتون رود/ماركت ستريت/مانشستر رود)، والطريق B6199 (بلودر لين).
محطتا فارنوورث وموسيس غيت السككية يخدمهما القطارات التابعة لشركة نورثرن على خط مانشستر إلى بريستون.

## التعليم
يوجد في فارنوورث تسع مدارس ابتدائية وثلاث مدارس ثانوية، حيثُ تعد مدرسة هاربر جرين موطنًا لقاعة آلان بول الرياضية، بالإضافة إلى مسرح بيتر كاي. في عام 2006، قام بيتر كاي بتصوير فيديو موسيقي في هاربر جرين مع الفرقة الاسكتلندية تكساس.
| المدرسة | النوع/الحالة |
| --- | ------------ |
| مدرسة جميع القديسين الإبتدائية (بالإنجليزية: All Saints' C of E Primary School)‏ | مدرسة أساسية |
| مدرسة هايفيلد الابتدائية (بالإنجليزية: Highfield Primary School)‏ | مدرسة أساسية |
| مدرسة سيدة لورد الإبتدائية (بالإنجليزية: Our Lady of Lourdes' RC Primary School)‏ | مدرسة أساسية |
| مدرسة كوينزبريدج الإبتدائية (بالإنجليزية: Queensbridge Primary School)‏ | مدرسة أساسية |
| مدرسة القديس بطرس الإبتدائية (بالإنجليزية: St. Peter's C of E Primary School)‏ | مدرسة أساسية |
| مدرسة سانت غريغوري الإبتدائية (بالإنجليزية: St Gregory's RC Primary School)‏ | مدرسة أساسية |
| مدرسة سانت جيمس الإبتدائية (بالإنجليزية: St James's C of E Primary School)‏ | مدرسة أساسية |
| أكاديمية فيرنز الابتدائية (المعروفة سابقًا باسم مدرسة بلودر لين الابتدائية) (بالإنجليزية: The Ferns Primary Academy (formerly known as Plodder Lane Primary School))‏                                               | مدرسة أساسية |
| اتحاد البساتين (مدرسة الطية الخضراء الخاصة، مدرسة شجرة الكرز الابتدائية، وحضانة البستان) (بالإنجليزية: The Orchards Federation (Green Fold Special School, Cherry Tree Primary School and The Orchard's Nursery))‏ | مدرسة أساسية |
| مدرسة هاربر جرين (بالإنجليزية: Harper Green School)‏ | مدرسة ثانوية |
| مدرسة جبل القديس يوسف (بالإنجليزية: Mount St Joseph School)‏ | مدرسة ثانوية |
| مدرسة سانت جيمس الإبتدائية (بالإنجليزية: St James's C of E School and Sports College)‏ | مدرسة ثانوية |

## المواقع الدينية

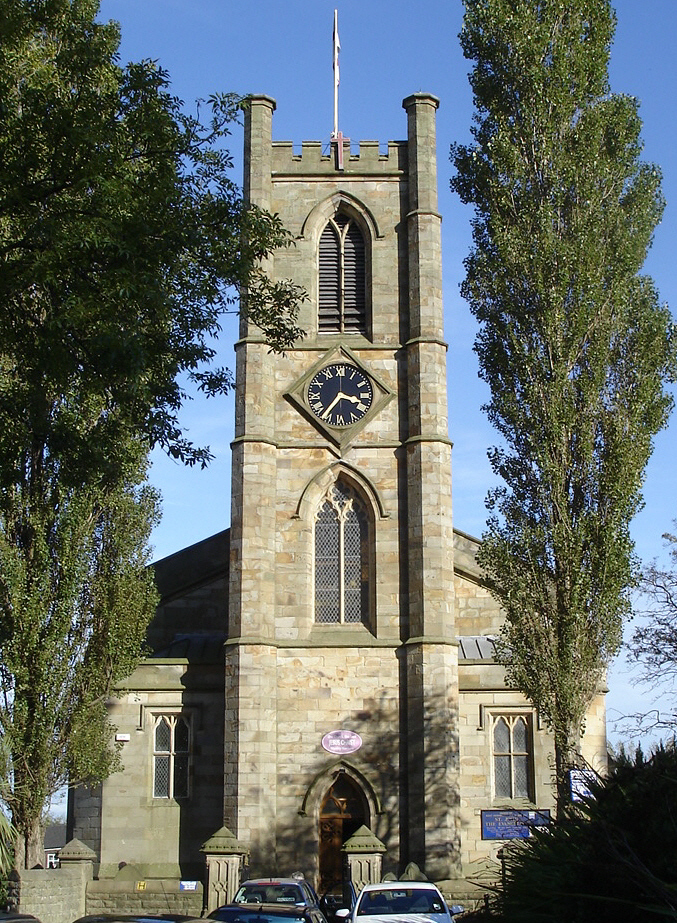
يقعكنيسة أبرشية القديس يوحنا الإنجيلي في فارنورث.

أبرشية مانشستر الأنغليكانية تضم ثلاث أماكن عبادة نشطة في فارنوورث. الأقدم منها هو كنيسة الأبرشية للقديس يوحنا الإنجيلي على شارع تشرشت والتي تم تكريسها في عام 1826. الكنائس الأنغليكانية الأخرى النشطة في فارنوورث هي كنيسة القديسة كاثرين، على طريق هايفيلد، ديكسون جرين، والتي تشارك مع الكنيسة الميثودية، وكنيسة القديس جورج، على طريق ديزي أفينيو، قرب طريق بلودر.
كانت هناك كنائس أنجليكانية أخرى في المدينة ولكنها أغلقت: كنيسة سانت توماس، تشيرش ووك، ديكسون جرين، افتتحت في عام 1878 وأغلقت في عام 1996 ولكن أعيد افتتاحها من قبل زمالة فارنوورث المسيحية في عام 2008؛ كنيسة جميع القديسين في موسيس جيت افتتحت في عام 1909 وأغلقت حوالي عام 2007؛ كنيسة القديس بيتر، على شارع برادفورد في نيو بيري، افتتحت في عام 1886، وأغلقت في عام 2007، وتم هدمها في عام 2012؛ كنيسة القديس جيمس في نيو بيري، افتتحت في عام 1864/5 وأغلقت في عام 2013. 
أبرشية الروم الكاثوليك في سالفورد لديها كنيسة واحدة فقط في فارنوورث، كنيسة سيدة لورد في بلودر لين. كانت هناك كنيسة أخرى، وهي كنيسة القديس غريغوريوس الكبير في شارع بريستو، لكنها أغلقت في عام 2004. 
تشمل أماكن العبادة المسيحية الأخرى في المدينة زمالة فارنوورث المسيحية في تشيرش ووك، كنيسة ترينيتي الميثودية في شارع ماركت، كنيسة فارنوورث المعمدانية في شارع ترافورد، الكنيسة الإصلاحية المتحدة على طريق ألبرت، وقلعة جيش الخلاص في شارع براكلي.
يُعتبر مسجد صغرى في شارع جرانفيل، المسجد الوحيد في فارنورث، الذي يخدم الجالية الإسلامية.

## الرياضة
نادي فارنوورث لكرة القدم هو نادي للشباب يقام مبارياته الرئيسية في حديقة دارلي، وتجري التدريبات الشتوية في مدرسة هاربر جرين.
نادي فارنوورث للكريكيت، تأسس في عام 1870، يقيم مبارياته الرئيسية في حديقة بريدجمان. يشارك في دوري كريكيت بولتون، وكذلك يفعل نادي فارنوورث سوشيال سيركل.
ملعب هاربر غرين في فارنوورث يستضيف أيضًا مباريات منزلية لقسم الرجال في نادي بولتون لهوكي الجليد.